# El Mango, Guerrero
El Mango är en ort i Mexiko.   Den ligger i kommunen Malinaltepec och delstaten Guerrero, i den sydöstra delen av landet, 270 km söder om huvudstaden Mexico City. El Mango ligger 704 meter över havet och antalet invånare är 169.
Terrängen runt El Mango är kuperad åt sydväst, men åt nordost är den bergig. El Mango ligger nere i en dal. Runt El Mango är det ganska glesbefolkat, med 45 invånare per kvadratkilometer. Närmaste större samhälle är Tilapa, 2,7 km norr om El Mango. I omgivningarna runt El Mango växer huvudsakligen savannskog.